# Maison de Jean Prouvé
Pour les articles homonymes, voir Prouvé.
La maison de Jean Prouvé est une maison avant-gardiste de Style international / Architecture contemporaine / Mouvement moderne, de Nancy en Lorraine dans le Grand Est. Construite en 1954 par l’architecte designer Jean Prouvé (1901-1984), à titre de domicile familial personnel expérimental, elle est acquise par la ville de Nancy en 1990, administrée par le Musée des beaux-arts de Nancy depuis 2013, et ouverte à la visite à titre de musée de juin à septembre,. La maison et le bureau de ses ateliers de 1947 de Maxéville reconstitué dans le contrebas, sont classés aux monuments historiques par un arrêté du 2 novembre 1987.

## Contexte
Jean Prouvé (1901-1984), ferronnier d’art de formation, fils de Victor Prouvé ayant œuvré dans l’idée de l’« art pour tous », habitait sur le lieu de son entreprise à Maxéville (un premier atelier se trouvait dans la rue Custine, de 1924 à 1931).

Terrain arboré à flanc de colline, non constructible
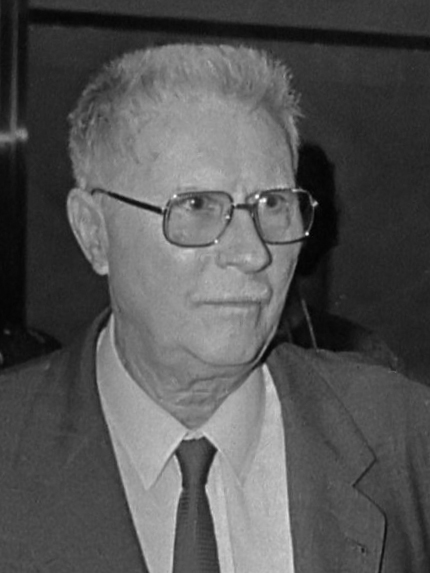
Jean Prouvé, en 1981.
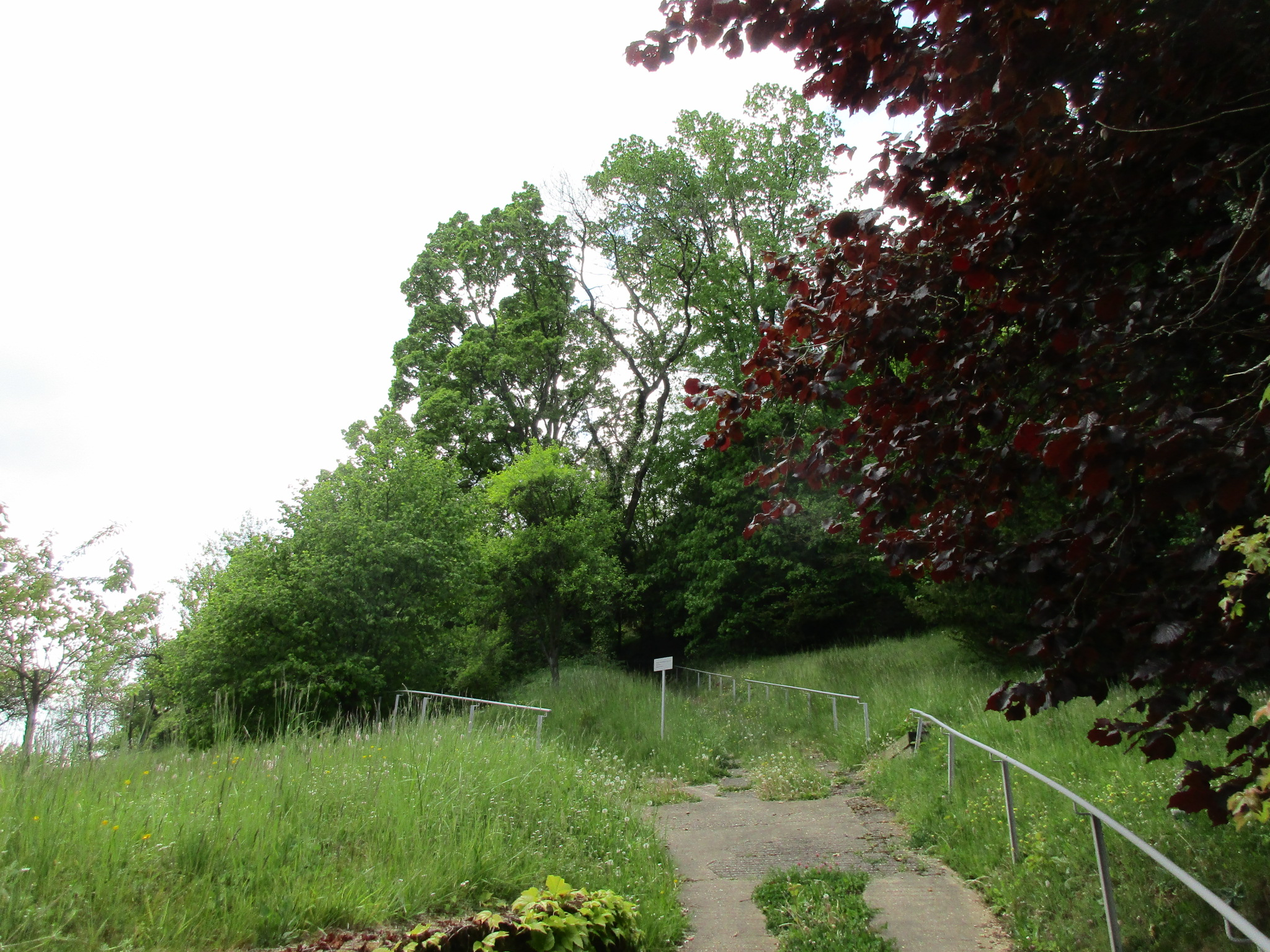
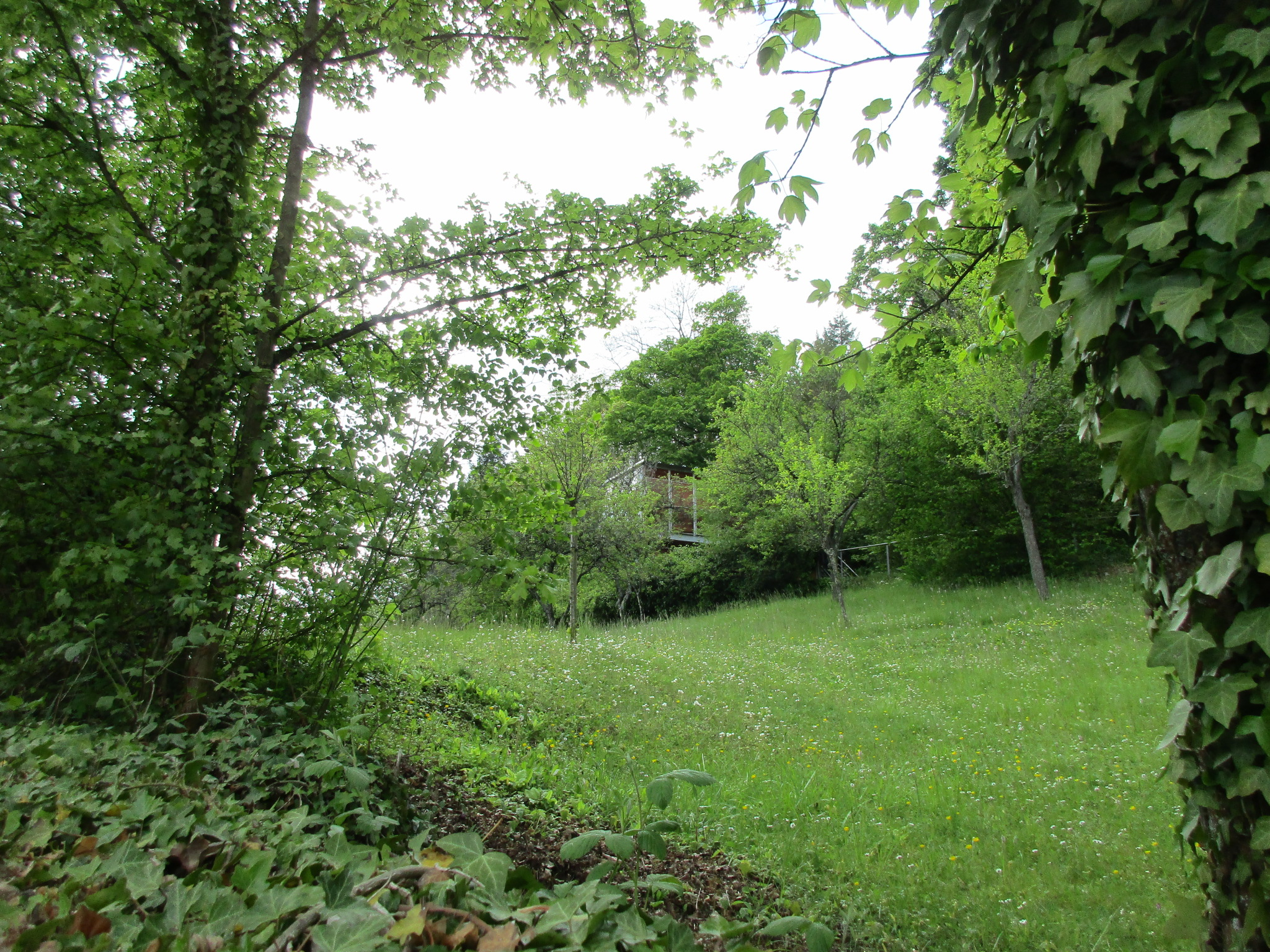

Contemporaine de Le Corbusier (1887-1965), la construction de la maison correspond au besoin précipité de loger sa famille, lorsque Jean Prouvé mis sur la touche, se décida à quitter l’entreprise où il était devenu minoritaire à la suite de son rachat par L'Aluminium français, une situation qui le conduisit à développer ses activités à Paris. En 1953, il acquiert ce terrain très pentu, bon marché et réputé inconstructible, du 6 rue Augustin-Hacquard, sur le flanc de la colline dominant le nord de la ville, en contrebas du quartier du Haut-du-Lièvre.

## Architecture
On accède à la maison à pied, depuis le bas du terrain, l’édifice prenant place sur un étroit arasement de la colline, long de 27 m, sur la partie supérieure de ce terrain à forte pente. Parallèle au flanc du coteau, un long mur de pierre plein est élevé. Une fine charpente en bois lamellé-collé formant un plan très légèrement cintré et recouvert d’un matériau étanche, coiffe les pièces disposées en enfilade — Jean Prouvé appelait sa maison « le wagon ». On distingue trois parties enchaînées. La première contient les chambres à coucher. Dans le deuxième bloc, partie la plus épaisse, se trouve le vaste séjour auxquels des baies vitrées intégrales et ouvrables exposées sud-est, dispensent une vue généreuse sur la plaine de Nancy, à travers les arbres nombreux en contrebas. La cuisine et les pièces techniques occupent la dernière partie. L’entrée, protégée par l’avancée de la toiture... niveau de l’avancée du volume du séjour.
La maison a été réalisée en trois mois. L’essentiel des éléments de la construction provient de l’entreprise de Jean Prouvé qu'il a rachetée pour une somme de 6 millions de francs en 1954, comprenant le prix du foncier. L’atelier de Maxéville, prototype de Maison à structure en compas légère, 8 × 8 m, y a été remonté sur des plots maçonnés où il sert d’étude. Attenant à la rue Augustin-Hacquard, il nécessita la manutention de deux hommes en quelques heures seulement.
Les chambres de la maison disposent de panneaux à hublots et de fenêtres équipées d’un mécanisme de volets à contrepoids coulissant dans l’épaisseur-même de l’enveloppe, à la manière d’une guillotine inversée. Des rangements sont adossés au mur du fond, dans la partie la moins lumineuse de la maison, au long duquel s’articule la distribution de toutes les parties.

## Le devenir du «wagon»
La maison est en 2017, habitée par un ancien architecte.
- 1987 : un architecte nancéien œuvre pour que la maison de Prouvé soit conservée ; classement au titre des monuments historiques[3].
- 1990 : la Ville de Nancy rachète la maison.
- 1997 : la création d’un poste d’architecte des bâtiments de France permet de l’occuper comme logement de fonction.

### Filmographie
- Richard Copans et Stan Neumann, « La maison de Jean Prouvé », dans Architectures, prod. Arte France et Les Films d'ici, 2004, 24ʹ [présentation en ligne].